# Homalocarpus
Homalocarpus är ett släkte i familjen flockblommiga växter. Det beskrevs av William Hooker och George Arnott Walker Arnott 1833.

## Arter
Släktet omfattar sex arter som samtliga förekommer i Chile:
- Homalocarpus bowlesioides Hook. & Arn.
- Homalocarpus dichotomus (Poepp. ex DC.) Mathias & Constance
- Homalocarpus digitatus (Phil.) Mathias & Constance
- Homalocarpus dissectus Mathias & Constance
- Homalocarpus integerrimus (Turcz.) Mathias & Constance
- Homalocarpus nigripetalus (Clos) Mathias & Constance